# Завод суперфосфату у Памплоні
Завод суперфосфату у Памплоні – колишній виробничий майданчик на півночі Іспанії.
На початку 20 століття в Іспанії почався бум виробництва фосфорного добрива – суперфосфату, чому сприяла географічна близькість до фосфоритів Марокко та великий ресурс піритів в іспанській провінції Уельва. Зокрема, в 1908-му заснували Compañía Navarra de Abonos Químicos, що відкрила завод суперфосфату в районі Buztintxuri на північно-західній околиці Памплони.
Відносно масштабу діяльності заводу відомо, що в 1932 та 1933 роках він випустив 40 та 38 тисяч тонн суперфосфату відповідно, а станом на середину 1950-х проектна потужність майданчику становила 45 тисяч тонн на рік. 
Суперфосфат отримують шляхом розкладу фосфоритів сульфатною кислотою, при цьому майданчик у Памплоні використовував кислоту власного виробництва. Є відомості, що за 1965 – 1971 роки для нього закупили 624 тисяч тонн цієї сировини і майже весь обсяг постачила Compañía de Azufre y Cobre de Tharsis.
В 1962-му Compañía Navarra de Abonos Químicos об’єдналась з Sociedad Navarra de Industriales, що мала завод суперфосфату у Лодосі, в нову компанію Industria Navarra de Abonos (Inabonos). З 1984-му власником Inabonos стала французька Roullier Group. 
На початку 1960-х в Іспанії стартувало виробництво комплексних добрив, яке призвело до суттєвого зменшення попиту на суперфосфат. Відповідні зміни торкнулись і майданчику в Памплоні, який станом на першу половину 1980-х міг виробляти 70 тисяч тонн комплексних добрив на рік. 
В 2000-му Inabonos закрила майданчик у Памплоні (та продовжила діяльність в Лодосі).